# Чезаре Россі (веслувальник)
Чезаре Россі (італ. Cesare Rossi, 10 листопада 1904 — 11 листопада 1952) — італійський академічний веслувальник.
Бронзовий призер Олімпійських Ігор 1928 року в складі розпашної четвірки без стернового.
Чемпіон Європи 1929 року в складі розпашної четвірки без стернового.